# Tierradentro
Tierradentro (španjolski za "Unutarnja zemlja") je arheološki nacionalni park u općini Inza u kolumbijskom departmanu Cauca, oko 100 km od glavnog grada departmana, Popayána. 
Ovo područje je najpoznatije po pretkolumbovskim podzemnim grobnicama (grč. hypogea) koje su pronađena na nekoliko lokaliteta: Alto del Aguacate, Alto de San Andrés, Alto de Segovia, Alto del Duende i El Tablón. 
Karakteristična grobnica Tierradentra ima ulaz na zapadnoj strani, spiralno stubište i glavnu prostoriju (promjera do 12 m), obično 5 do 8 metara ispod površine, te nekoliko manjih prostorija (od 2,5 do 7 m visine i ovalnog promjera od 2,5-3 m) oko središnje u kojima je sahranjeno po jedno tijelo. Zidovi su im isklesani i oslikani geometrijskim, antropomorfnim i zoomorfnim uzorcima u crvenoj, crnoj i bijeloj boji. Vjerojatno po uzoru na ukrase u kućama tog doba, jer se pretpostavlja kako su se iznad grobnica nalazile gotovo identične prave kuće. Simboličkom simetrijom kuće živih i kuće mrtvih postignuta je elegantna i ugodna estetska atmosfera, ali i snažan dojam o važnosti veza između života i smrti, između živih i njihovih predaka.
U grobnicama su proneđene neke skulpture, te ostaci keramike i tkanina. Nažalost jako malo tih predeta je pronađeno jer su grobnice otkrili pljačkaši grobova prije nego što je zaštićeno.
Pretkolumbovska kultura koja je načinila ove grobne komplekse je obitovala na ovim prostorima tijekom prvog tisućljeća poslije Krista, a grobnice Tierradentra potječu uglavnom od 6. do 10. stoljeća. Veličina podzemnih radova i način na koji su ljudski posmrtni ostaci zbrinjavani u njima upućuju na postojanje hijerarhijskog i političkog društva temeljenog na vladarima koji su imali i svećeničku funkciju. Detalji na skulpturama i naslikanim uzorcima su slični onima na skulpturama San Agustína (San Agustín kultura). 
Nacionani arheološki park Tierradentro je osnovan kako bi se zaštitili njegovi spomenici i 1995. godine je upisan na UNESCO-ov popis mjesta svjetske baštine u Amerikama jer "otrkivaju društvenu kompleksnost i kulturno bogatsvo predkolumbovskih kultura sjevernoandskog područja Južne Amerike". 

## Vanjske poveznice
- World Heritage Earthen Architecture Programme (WHEAP) (engl.)

|  | Zajednički poslužitelj ima još gradiva o temi Tierradentro |